# アップルパイ (歌手グループ)
アップルパイは、イエローバード所属の日本のコーラスユニット。

## 略歴等
アップルパイの原型は1990年に、水木一郎のアニメメドレー曲『懐かしくってヒーロー』のコーラスを担当した「一郎さんの仲間たち」であるが、このユニットは貴日ワタリ他の男性もメンバーであった。その後女性だけのユニットとしてアップルパイが誕生。名前の由来は水木一郎が提案した「おっぱい」がそのままではユニット名としては適さないため、一部だけ利用し「アップルパイ」となった。別名ユニットとして「エターナル・キッズ」がある。
メンバーは何度か交代があったが、現在は平山佳代子と杉山小絵子の2人である。

## メンバー
- 平山佳代子（ひらやま かよこ、12月25日 - ）

結成時からのメンバー。福島県いわき市出身。
アップルパイの楽曲では美少女戦士セーラームーンの挿入歌『ルナ!』などでソロ歌唱も務めている。
かつては、「ミスいわき」に出場してグランプリに輝いたことも。
- 杉山小絵子（すぎやま さえこ、3月22日 - ）

静岡県田方郡函南町出身
1995年11月学研主催のアニメソングコンテストにて全国大会出場、審査員特別賞を受賞。
翌年、「アップルパイ」としてNHK東北ふるさとの歌“イーハトーブの星祭り”にてCDデビュー。

## 元メンバー
- 清水裕子
- 高野由美
- 柳屋恵美子
- 坂井琴美
- 藤本由紀
- 万波雅子
- 山崎未由希
- 稲辺久美子 - 1993年に「有言実行三姉妹シュシュトリアン」にてユニット三姉妹（スリーシスターズ）に参加し主題歌等を歌唱。また、1995年にはソロで「ドラゴンボールZ」挿入歌『你好 大好き』を歌唱した。2000年代には、平山らと共にスペースコーラスガールズとしてライブイベントに参加した。
- 田野恵
- 南出瑞絵
- 久保美佐子
- あづきようこ
- 斉藤小百合 - 後に、ソロ歌手として活動。
- 吉田小百合 - 声優に転身。1代前のメンバーでこの頃は3人で活動。

## メインボーカルでの代表曲
- 『プリンセスムーン』（『美少女戦士セーラームーン』挿入歌）[1]
- 『ACE ATTACKER』（『スーパーロボット大戦α オリジナルスコアIII〜戦士の章〜』）
- 『イーハトーブの星祭り』(NHK東北ふるさとのうた)[2]
- 『人生へろへろ』（へろへろくん）

## アルバム
- アップルパイ　スウィート♥ベスト♥スウィート(2006年3月24日)